# Serie B 1989/1990
Soutěžní ročník Serie B 1989/90 byl 58. ročník druhé nejvyšší italské fotbalové ligy. Soutěž začala 27. srpna 1989 a skončila 7. června 1990. Účastnilo se jí 20 týmů, z toho se 12 kvalifikovalo z minulého ročníku, 4 ze Serie A a 4 ze třetí ligy. Nováčci ze třetí ligy jsou: AC Reggiana, Cagliari Calcio, US Triestina Calcio a Foggia Calcio.
Vítězem se stal klub z Turína Turín Calcio.

## Tabulka
| Poř. | Tým                   | Z  | V  | R  | P  | VG | OG | B  |
| ---- | --------------------- | -- | -- | -- | -- | -- | -- | -- |
| 1.   | Turín Calcio          | 38 | 19 | 15 | 4  | 63 | 24 | 53 |
| 2.   | Pisa SC               | 38 | 16 | 19 | 3  | 51 | 23 | 51 |
| 3.   | Cagliari Calcio       | 38 | 17 | 13 | 8  | 39 | 22 | 47 |
| 4.   | Parma AC              | 38 | 16 | 14 | 8  | 49 | 30 | 46 |
| 5.   | Ancona Calcio         | 38 | 13 | 17 | 8  | 46 | 34 | 43 |
| 6.   | Reggina Calcio        | 38 | 13 | 16 | 9  | 32 | 27 | 42 |
| 7.   | AC Reggiana           | 38 | 11 | 18 | 9  | 33 | 31 | 40 |
| 8.   | Foggia Calcio         | 38 | 15 | 9  | 14 | 45 | 38 | 39 |
| 9.   | Pescara Calcio        | 38 | 14 | 11 | 13 | 34 | 39 | 39 |
| 10.  | Brescia Calcio        | 38 | 10 | 17 | 11 | 31 | 34 | 37 |
| 11.  | Calcio Padova         | 38 | 12 | 13 | 13 | 26 | 33 | 37 |
| 12.  | US Avellino           | 38 | 12 | 11 | 15 | 33 | 35 | 35 |
| 13.  | US Triestina Calcio   | 38 | 9  | 17 | 12 | 33 | 41 | 35 |
| 14.  | Cosenza Calcio        | 38 | 9  | 16 | 13 | 27 | 40 | 34 |
| 15.  | Barletta Calcio Sport | 38 | 9  | 16 | 13 | 24 | 37 | 34 |
| 16.  | AC Riunite Messina 1  | 38 | 11 | 12 | 15 | 28 | 44 | 34 |
| 17.  | Calcio Monza 1        | 38 | 11 | 12 | 15 | 26 | 37 | 34 |
| 18.  | Polisportiva Licata   | 38 | 6  | 16 | 16 | 22 | 38 | 28 |
| 19.  | Como Calcio           | 38 | 7  | 13 | 18 | 16 | 32 | 27 |
| 20.  | US Catanzaro          | 38 | 3  | 19 | 16 | 16 | 35 | 25 |

Poznámky
- Z = Odehrané zápasy; V = Vítězství; R = Remízy; P = Prohry; VG = Vstřelené góly; OG = Obdržené góly; B = Body
- za výhru 2 body, za remízu 1 bod, za prohru 0 bodů.
- 1  AC Riunite Messina a Calcio Monza sehráli utkání (1:0) o setrvání v soutěži.

|  | Postup do Serie A 1990/91  |
|  | Sestup do Serie C1 1990/91 |

## Střelecká listina
| P.  | Nár      | Hráč                | Tým                | Branky |
| --- | -------- | ------------------- | ------------------ | ------ |
| 1.  | Itálie   | Andrea Silenzi      | AC Reggiana        | 23     |
| 2.  | Itálie   | Massimo Ciocci      | Ancona Calcio      | 18     |
| 2.  | Itálie   | Lamberto Piovanelli | Pisa SC            | 18     |
| 4.  | Itálie   | Giuseppe Signori    | Foggia Calcio      | 14     |
| 5.  | Itálie   | Orazio Sorbello     | US Avellino        | 13     |
| 6.  | Itálie   | Giuseppe Incocciati | Pisa SC            | 12     |
| 6.  | Itálie   | Fausto Pizzi        | Parma AC           | 12     |
| 6.  | Itálie   | Igor Protti         | AC Riunite Messina | 12     |
| 6.  | Itálie   | Fabrizio Provitali  | Cagliari Calcio    | 12     |
| 10. | Itálie   | Alessandro Melli    | Parma AC           | 11     |
| 10. | Brazílie | Müller              | Turín Calcio       | 11     |